# 貝爾齊
49°42′16″N 23°23′10″E / 49.70444°N 23.38611°E
貝爾齊（羅馬化：Bertsi）是烏克蘭西部的村莊，隸屬利維夫州的亞沃里夫區。該村始建於1648年，面積0.66平方公里，海拔高度253米，2024年人口14，人口密度每平方公里39.39人。